# Matrículas automovilísticas de Albania

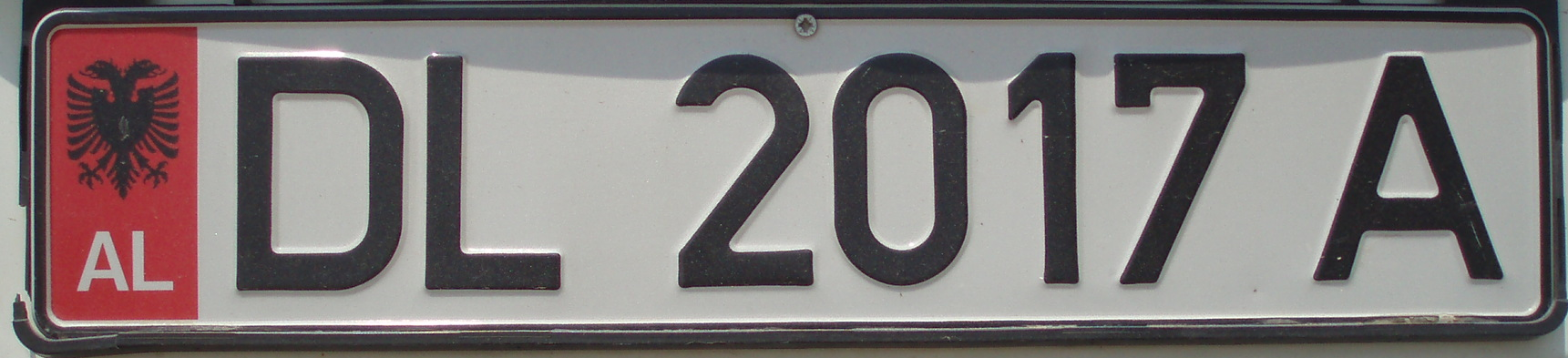
Matrícula con caracteres anteriores al 2002.

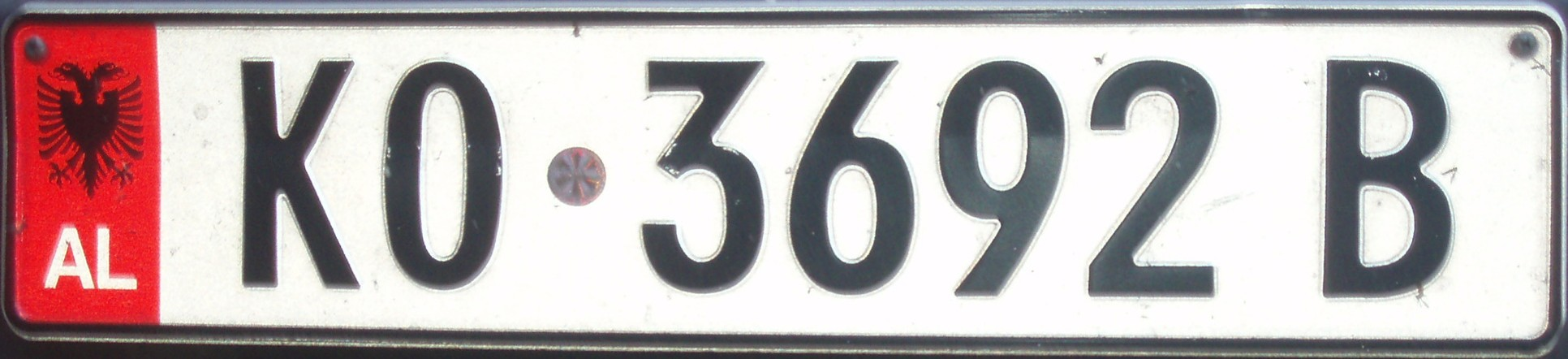
Matrícula albanesa que utilizada desde 2002 al 2011.

En Albania, las matrículas de los automóviles son producidas por las direcciones regionales.

## Serie de vehículos actual

### Vehículos Privados

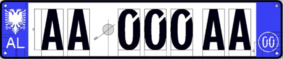
The new format is no longer based on regional district abbreviations, while old plates are still valid

Desde el 16 de febrero de 2011 se ha introducido un nuevo formato similar a los diseños de placas italianos posteriores a 1994 y franceses posteriores a 2009.  Las placas comienzan con una franja azul a la izquierda con 'AL' y águila bicéfala rediseñada en blanco, 2 letras seriales, holograma de seguridad, 3 dígitos, 2 letras seriales sobre un fondo blanco rectangular, y terminan en el a la derecha con una franja azul que se supone que muestra el año de registro y el código regional en blanco. Se ha observado que los dos últimos elementos de identificación no están incluidos de facto, mientras que la fuente está más enfatizada que la posterior a 2002. Plates of all vehicles would experience a similar change. 
Los críticos afirman que el color del águila bicéfala y la franja no son representativos de los colores rojo y negro de la bandera albanesa.
Las placas de vehículos privados tienen bordes negros y textos negros sobre un fondo blanco. Siguen un formato [AB 123 FG]. Este formato es nacional, independientemente del distrito de matriculación del vehículo.
Matrícula de tamaño estándar, 520 x 110 mm
|  |

Matrícula de 2 líneas, 254 x 205 mm
|  |

En Albania, las placas de matrícula "repetitivas" tienen bordes rojos y textos sobre un fondo blanco. Estas son placas de matrícula adicionales para instalar, si hay un objeto como un portabicicletas bloqueando la placa de matrícula original de un vehículo privado.
Matrícula de tamaño estándar, 520 x 110 mm
|  |

Matrícula de 2 líneas, 254 x 205 mm
|  |

### Vehículos agrícolas
Las placas de matrícula de Vehículo agrícola en Albania tienen bordes blancos y textos blancos sobre un fondo verde. Siguen el formato [AA MB 00], donde MB significa Makinë Bujqësore que significa Vehículo agrícola.
Matrícula de tamaño estándar, 520 x 110 mm
|  |

Matrícula de 2 líneas, 254 x 205 mm
|  |

Las placas de matrícula de los remolques agrícolas en Albania tienen bordes blancos y textos blancos sobre un fondo verde. Siguen el formato [AA RB 00], donde RB significa Rimorkio Bujqësore que significa Remolque agrícola.
Matrícula de tamaño estándar, 520 x 110 mm
|  |

Matrícula de 2 líneas, 254 x 205 mm
|  |

### Cuerpos Diplomáticos
Las placas de matrícula de vehículos del cuerpo diplomático en Albania tienen bordes verdes y textos verdes sobre un fondo blanco. No tienen la franja azul en el lado derecho de la placa, a diferencia de las placas de matrícula de vehículos privados. Siguen el formato [CD 00 00A], donde CD significa corps Diplomatique. Los primeros 2 dígitos de la matrícula se refieren a los códigos de matrícula diplomáticos (explicados más adelante en el artículo). Por ejemplo, el código 01 pertenece al cuerpo diplomático de Austria mientras que el código 41 se refiere al cuerpo diplomático de la Unión Europea.
Matrícula de tamaño estándar, 520 x 110 mm
|  |

Matrícula de 2 líneas, 254 x 205 mm
|  |

Las placas de matrícula de los vehículos del servicio diplomático en Albania tienen bordes verdes y textos verdes sobre un fondo blanco. No tienen la franja azul en el lado derecho de la placa, a diferencia de las placas de matrícula de vehículos privados. Siguen el formato [TD 00 00A], donde TD significa Truput Diplomatic, que significa "Cuerpo Diplomático" en albanés. Los primeros 2 dígitos de la matrícula se refieren a los códigos de matrícula diplomáticos.
Matrícula de tamaño estándar, 520 x 110 mm
|  |

Matrícula de 2 líneas, 254 x 205 mm
|  |

### Vehículos militares
Las placas de matrícula de vehículos militares en Albania tienen bordes verdes y textos verdes sobre un fondo blanco. Siguen el formato [MM 000PU], donde MM significa Ministria e Mbrojtjes, que significa Ministerio de Defensa. Los dos últimos dígitos pueden ser las siguientes combinaciones:
- FA ( Forca Ajrore, Fuerza Aérea)
- FD (Forca Detare, Fuerza Naval)
- FT (Forca Tokësore, Fuerza Terrestre)
- KM (Komanda Mbështetëse, Comando de apoyo)
- PU (Policia Ushtarake, Policía Militar)
- SP (Shtabi i Përgjithshëm, Estado Mayor)

Matrícula de tamaño estándar, 520 x 110 mm
|  |

Matrícula de 2 líneas, 254 x 205 mm
|  |

### Vehículos policiales
Policía de Albania Las placas de matrícula de los vehículos en Albania tienen bordes azules y textos azules sobre un fondo blanco. Siguen el formato [MB 000 AA], donde MB significa Ministria e Brendshme, que significa Ministerio del Interior.
Matrícula de tamaño estándar, 520 x 110 mm
|  |

Matrícula de 2 líneas, 254 x 205 mm
|  |

### Taxis
Las placas de matrícula de los taxis en Albania tienen bordes rojos y textos rojos sobre un fondo amarillo. Siguen el formato [AA 000 T], donde T significa Taxi.
Matrícula de tamaño estándar, 520 x 110 mm
|  |

Matrícula de 2 líneas, 254 x 205 mm
|  |

### Vehículos tecnológicos
Las placas de matrícula de vehículos tecnológicos en Albania tienen bordes blancos y textos blancos sobre un fondo verde. Siguen el formato [AA MT 00], donde MT significa Makinë Teknologjike que significa Vehículo Tecnológico.
Matrícula de tamaño estándar, 520 x 110 mm
|  |

Matrícula de 2 líneas, 254 x 205 mm
|  |

Las placas de matrícula de remolques tecnológicos en Albania tienen bordes blancos y textos blancos sobre un fondo verde. Siguen el formato [AA RT 00], donde RT significa Rimorkio Teknologjike, que significa Tráiler tecnológico.
Matrícula de tamaño estándar, 520 x 110 mm
|  |

Matrícula de 2 líneas, 254 x 205 mm
|  |

### Remolques
Las placas de matrícula de los remolques en Albania tienen bordes blancos y textos blancos sobre un fondo verde. Siguen el formato [AA R 000], donde R significa Rimorkio que significa Trailer.
Matrícula de tamaño estándar, 520 x 110 mm
|  |

Matrícula de 2 líneas, 254 x 205 mm
|  |

### Placas de prueba y temporales
Las placas de matrícula del vehículo de prueba en Albania tienen bordes rojos y textos rojos sobre un fondo blanco. Siguen el formato [AA 0 PROV], donde PROV significa Provë que significa Prueba.
Matrícula de tamaño estándar, 520 x 110 mm
|  |

Matrícula de 2 líneas, 254 x 205 mm
|  |

Las placas de matrícula de vehículos temporales en Albania tienen bordes rojos y textos rojos sobre un fondo blanco. Siguen el formato [AA 0 PRK], donde PRK significa Përkohshme que significa Temporal.
Standard sized License Plate, 520 x 110 mm
Matrícula de tamaño estándar, 520 x 110 mm
|  |

Matrícula de 2 líneas, 254 x 205 mm
|  |

## Serie actual de motocicletas
Las motocicletas privadas en Albania tienen un formato de matrícula [AA 000]. La placa de matrícula de motocicleta en Albania tiene un tamaño de 212 mm por 205 mm y tiene texto negro y bordes negros sobre un fondo blanco.
|  |

## Estilo de fuente
Albanian usa un estilo de fuente único en sus placas de matrícula, un estilo de fuente que no se usa en ninguna otra jurisdicción. A continuación se muestra una lista de todos los caracteres y números en este estilo de fuente
|  |

## Historia

### 1958–1993
Durante el comunismo, las placas de los camiones se pintaban en los costados con las iniciales del nombre del distrito y un número de serie de cinco dígitos (en 1991, dos dígitos seguidos de las iniciales del nombre del distrito y tres dígitos). Los vehículos estatales mostraban una placa blanca con la estrella roja comunista, las iniciales del distrito y el número de serie en blanco o negro. Una vez que se restableció la propiedad privada después de la caída del comunismo, se introdujo un nuevo formato con tamaño estándar similar al modelo posterior a 1993 pero con una fuente diferente y sin la tira de identificación nacional.

### 1993–2011
El antiguo formato de 1993 sigue siendo válido aunque las nuevas placas de 2011 se introdujeron en febrero de 2011. El antiguo formato de 1993 se introdujo alrededor de 1993 con la adición de la tira de identificación nacional (en 1995) a la izquierda y una nueva DIN 1451  fuente. El espacio entre caracteres cambió varias veces y se agregó un holograma de seguridad. El formato comienza con una abreviatura de dos letras del nombre de un distrito albanés. Por ejemplo, la abreviatura de Distrito de Korçë es KO. Sigue un número de cuatro dígitos con una letra de serie que indica el orden de asignación de cada serie de números. Así, una placa terminada en "B" habrá sido liberada más recientemente que una terminada en "A" en el mismo distrito. Desde 2002, se introdujo una fuente más pequeña, mientras que las placas con la fuente anterior siguen siendo válidas.
Los números y letras que se ejecutan en un sistema de alfabeto latino muestran la cantidad de vehículos registrados en un distrito. Si la última letra de una placa es "U", significa que un distrito en particular tiene ~200 000 (doscientos mil) autos registrados.<ref>20 (letras) x 10 000 (9999 autos) [letras "O", "Q", "V", "X" e "Y" no se utilizan, mientras que "Z" se reserva para vehículos gubernamentales y "W" no se utiliza en idioma albanés].

## Formato de serie

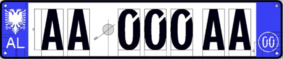
Nuevo formato introducido desde el 2011.

El Código Regional es una abreviatura de dos letras que se relaciona con el distrito al que corresponden, siendo, por ejemplo, "KO", una abreviatura del distrito de Korce.
La matrícula está configurada de la siguiente manera. A la izquierda se encuentra, en rojo, la señal que indica que el vehículo pertenece a Albania más la sigla "AL". Luego hay dos letras que corresponden a la región del vehículo. A continuación va una serie de 4 dígitos, y por último una letra que corresponde al año.
Las letras O y Q no se utilizan por posibles equivocaciones. La Z se usa para vehículos del gobierno.
El 16 de febrero de 2011 se introdujo un nuevo formato, similar a las placas empleadas en Italia y Francia; no obstante, el antiguo formato aún es válido.

## Códigos regionales

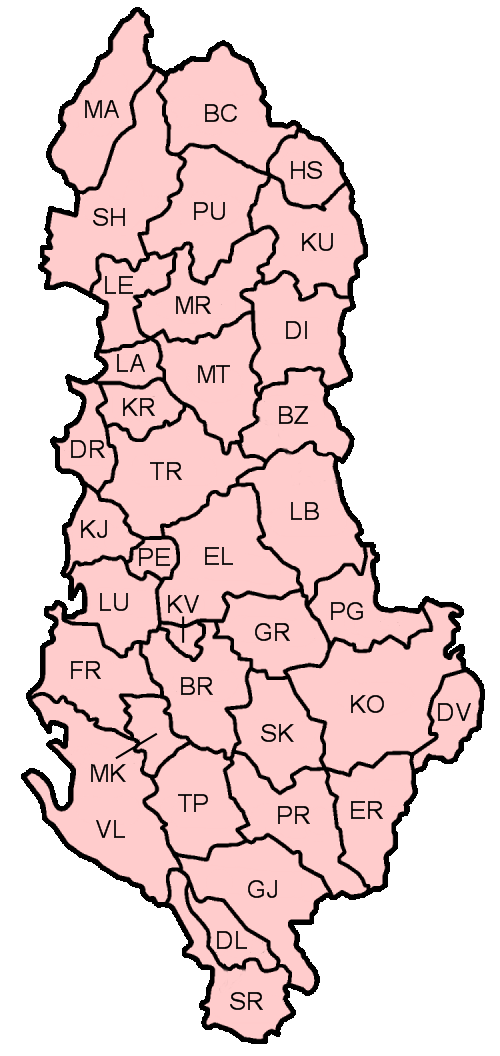
Mapa de los códigos regionales.

| Código | Distrito       | Municipios cubiertos por el código | Imagen |
| ------ | -------------- | --- | ------ |
| BC     | Tropojë        | Bajram Curri, Bujan, Bytyç, Fierzë, Lekbibaj, Llugaj, Margegaj, Tropojë |        |
| BR     | Berat          | Berat, Cukalat, Kutalli, Lumas, Otllak, Poshnjë, Roshnik, Sinjë, Tërpan, Ura Vajgurore, Velabisht, Vërtop                                                                                                  |        |
| BZ     | Bulqizë        | Bulqizë, Fushë-Bulqizë, Gjoricë, Martanesh, Ostren, Shupenzë, Trebisht, Zerqan |        |
| DI     | Dibër          | Arras, Fushë-Çidhën, Fushë-Muhurr, Kala e Dodës, Kastriot, Lurë, Luzni, Maqellarë, Melan, Peshkopi, Qendër Tomin, Selishtë, Sllovë, Zall-Dardhë, Zall-Reç                                                  |        |
| DL     | Delvinë        | Delvinë, Finiq, Mesopotam, Vergo |        |
| DR     | Durrës         | Durrës, Gjepalaj, Ishëm, Katund i Ri, Maminas, Manëz, Rrashbull, Shijak, Sukth, Xhafzotaj |        |
| DV     | Devoll         | Bilisht, Hoçisht, Miras, Progër, Qendër Bilisht |        |
| EL     | Elbasan        | Belsh, Bradashesh, Cërrik, Elbasan, Fierzë, Funarë, Gjergjan, Gjinar, Gostimë, Gracen, Grekan, Kajan, Klos, Labinot-Fushë, Labinot-Mal, Mollas, Papër, Rrasë, Shalës, Shirgjan, Shushicë, Tregan, Zavalinë |        |
| ER     | Kolonjë        | Barmash, Çlirim, Ersekë, Leskovik, Mollas, Piskal-Novoselë, Qendër Ersekë, Qendër Leskovik |        |
| FR     | Fier           | Cakran, Dërmenas, Fier, Frakull, Kuman, Kurjan, Levan, Libofshë, Mbrostar, Patos, Portëz, Qendër, Roskovec, Ruzhdie, Strum, Topojë, Zharrëz                                                                |        |
| GJ     | Gjirokastër    | Antigonë, Cepo, Dropull i Poshtëm, Dropull i Sipërm, Gjirokastër, Lazarat, Libohovë, Lunxhëri, Odrie, Picar, Pogon, Qendër Libohovë, Zagori                                                                |        |
| GR     | Gramsh         | Gramsh, Kodovjat, Kukur, Kushovë, Lënie, Pishaj, Poroçan, Skënderbegas, Sult, Tunjë |        |
| HS     | Has            | Fajzë, Gjinaj, Golaj, Krumë |        |
| KJ     | Kavajë         | Golem, Gosë, Helmës, Kavajë, Kryevidh, Lekaj, Luz i Vogël, Rrogozhinë, Sinaballaj, Synej |        |
| KO     | Korçë          | Drenovë, Gorë, Korçë, Lekas, Libonik, Liqenas, Maliq, Moglicë, Mollaj, Pirg, Pojan, Qendër Bulgarec, Vithkuq, Voskop, Voskopojë, Vreshtaz                                                                  |        |
| KR     | Krujë          | Bubq, Cudhi, Fushë-Krujë, Kodër-Thumanë, Krujë, Nikël |        |
| KU     | Kukës          | Arrën, Bicaj, Bushtricë, Grykë-Çaje, Kalis, Kolsh, Kollovoz, Kukës, Malzi, Shishtavec, Shtiqën, Surroj, Tërthorë, Topojan, Ujmisht, Zapod                                                                  |        |
| KV     | Kuçovë         | Kozare, Kuçovë, Perondi |        |
| LA     | Kurbin         | Fushë-Kuqe, Laç, Mamurras, Milot |        |
| LB     | Librazhd       | Hotolisht, Librazhd, Lunik, Orenjë, Polis, Përrenjas, Qendër, Qukës, Rrajcë, Steblevë, Stravaj |        |
| LE     | Lezhë          | Balldren i Ri, Blinisht, Dajç, Kallmet, Kolsh, Lezhë, Shëngjin, Shënkoll, Ungrej, Zejmen |        |
| LU     | Lushnjë        | Allkaj, Ballagat, Bubullimë, Divjakë, Dushk, Fier-Shegan, Golem, Grabian, Gradishtë, Hysgjokaj, Karbunarë, Kolonjë, Krutje, Lushnjë, Rremas, Tërbuf                                                        |        |
| MA     | Malësi e Madhe | Hot, Gruemirë, Kastrat, Kelmend, Koplik, Qendër, Shkrel |        |
| MK     | Mallakastër    | Aranitas, Ballsh, Fratar, Greshicë, Hekal, Kutë, Ngraçan, Qendër, Selitë |        |
| MR     | Mirditë        | Fan, Kaçinar, Kthellë, Orosh, Rrëshen, Rubik, Selitë |        |
| MT     | Mat            | Baz, Burrel, Derjan, Gurrë, Klos, Komsi, Lis, Macukull, Rukaj, Suç, Ulëz, Xibër |        |
| PE     | Peqin          | Gjoçaj, Karinë, Pajovë, Peqin, Përparim, Shezë |        |
| PG     | Pogradec       | Buçimas, Çërravë, Dardhas, Hudenisht, Pogradec, Proptisht, Trebinjë, Velçan |        |
| PR     | Përmet         | Ballaban, Çarshovë, Dishnicë, Frashër, Këlcyrë, Përmet, Petran, Qendër Piskovë, Sukë |        |
| PU     | Pukë           | Blerim, Iballe, Fierzë, Fushë-Arrëz, Gjegjan, Pukë, Qafë-Mali, Qelëz, Qerret, Rrapë |        |
| SH     | Shkodër        | Ana e Malit, Bërdicë, Bushat, Dajç, Gur i Zi, Hajmel, Postribë, Pult, Rrethinat, Shalë, Shkodër, Shllak, Shosh, Temal, Vau-Dejës, Velipojë, Vig-Mnelë                                                      |        |
| SK     | Skrapar        | Bogovë, Çepan, Çorovodë, Gjerbës, Leshnjë, Poliçan, Potom, Qendër, Vëndreshë, Zhepë |        |
| SR     | Sarandë        | Aliko, Dhivër, Konispol, Ksamil, Livadhja, Lukovë, Markat, Sarandë, Xarrë |        |
| TP     | Tepelenë       | Buz, Memaliaj, Krahës, Kurvelesh, Lopës, Luftinjë, Memaliaj, Qendër, Qesarat, Tepelenë |        |
| TR     | Tirana         | Baldushk, Bërxullë, Bërzhitë, Dajt, Farkë, Kamëz, Kashar, Krrabë, Ndroq, Paskuqan, Petrelë, Pezë, Prezë, Shëngjergj, Tirana, Vaqarr, Vorë, Zall-Bastar, Zall-Herr                                          |        |
| VL     | Vlorë          | Armen, Brataj, Himarë, Vranisht, Kotë, Novoselë, Orikum, Qendër, Selenicë, Sevaster, Shushicë, Vllahinë, Vlorë                                                                                             |        |

## Otros tipos de matrículas
| Imagen | Tipo               | Formato de serie              | Notas                                                       |
| ------ | ------------------ | ----------------------------- | ----------------------------------------------------------- |
|        | Cuerpo diplomático | CD 12-34                      | Tiene las letras "CD" de Cuerpo Diplomático                 |
|        | Taxi               | TR 123 A TA/XI                |                                                             |
|        | Fuerzas armadas    | U 12345                       |                                                             |
|        |                    | KR 1234 [Franja Albania-EU] A | Tienen una franja para los conductores que salgan del país. |

## Códigos de matrículas diplomáticas
| Code | Country or Organization             |
| ---- | ----------------------------------- |
| 01   | Austria                             |
| 02   | Reino Unido                         |
| 03   | Bulgaria                            |
| 04   | N/A                                 |
| 05   | República Checa                     |
| 06   | Egipto                              |
| 07   | Francia                             |
| 08   | Grecia                              |
| 09   | Alemania                            |
| 10   | ?                                   |
| 11   | Italia                              |
| 12   | Irán                                |
| 13   | Serbia                              |
| 14   | China                               |
| 15   | Croacia                             |
| 16   | N/A                                 |
| 17   | Macedonia del Norte                 |
| 18   | Palestina                           |
| 19   | Polonia                             |
| 20   | Rumania (Consulado Honorario)       |
| 21   | Rusia                               |
| 22   | N/A                                 |
| 23   | Estados Unidos                      |
| 24   | Turquía                             |
| 25   | Suiza                               |
| 27   | Arabia Saudita                      |
| 28   | Suecia                              |
| 29   | España                              |
| 33   | UNESCO                              |
| 41   | Unión Europea                       |
| 42   | Organización de las Naciones Unidas |
| 43   | Unicef                              |
| 44   | N/A                                 |
| 45   | OMS                                 |
| 48   | Banco Mundial                       |
| 52   | Kuwait                              |
| 55   | Kosovo                              |
| 56   | Países Bajos                        |
| 60   | Dinamarca                           |
| 66   | Eslovaquia                          |
| 77   | Brasil                              |
| 79   | Israel                              |
| 81   | Catar                               |